# Alkasnak, Muradiye
Alkasnak là một xã thuộc thành phố Muradiye, tỉnh Van, Thổ Nhĩ Kỳ. Dân số thời điểm năm 2011 là 1.438 người.